# Hanteng Autos
Hanteng Autos (officiellement Jiangxi Hanteng Automobile Co., Ltd.) est un constructeur automobile chinois privé dont le siège est à Shangrao, dans la province de Jiangxi, en Chine. Il s'agit d'une entreprise privée de fabrication d'automobiles qui se concentre principalement sur la recherche et le développement, la fabrication et la commercialisation de véhicules à carburant traditionnels, de véhicules à énergie nouvelle et de pièces automobiles.

## Modèles actuels
- Hanteng X5
- Hanteng X5 EV
- Hanteng X7
- Hanteng X7S
- Hanteng X7 PHEV
- Hanteng X8
- Hanteng V7

## Galerie

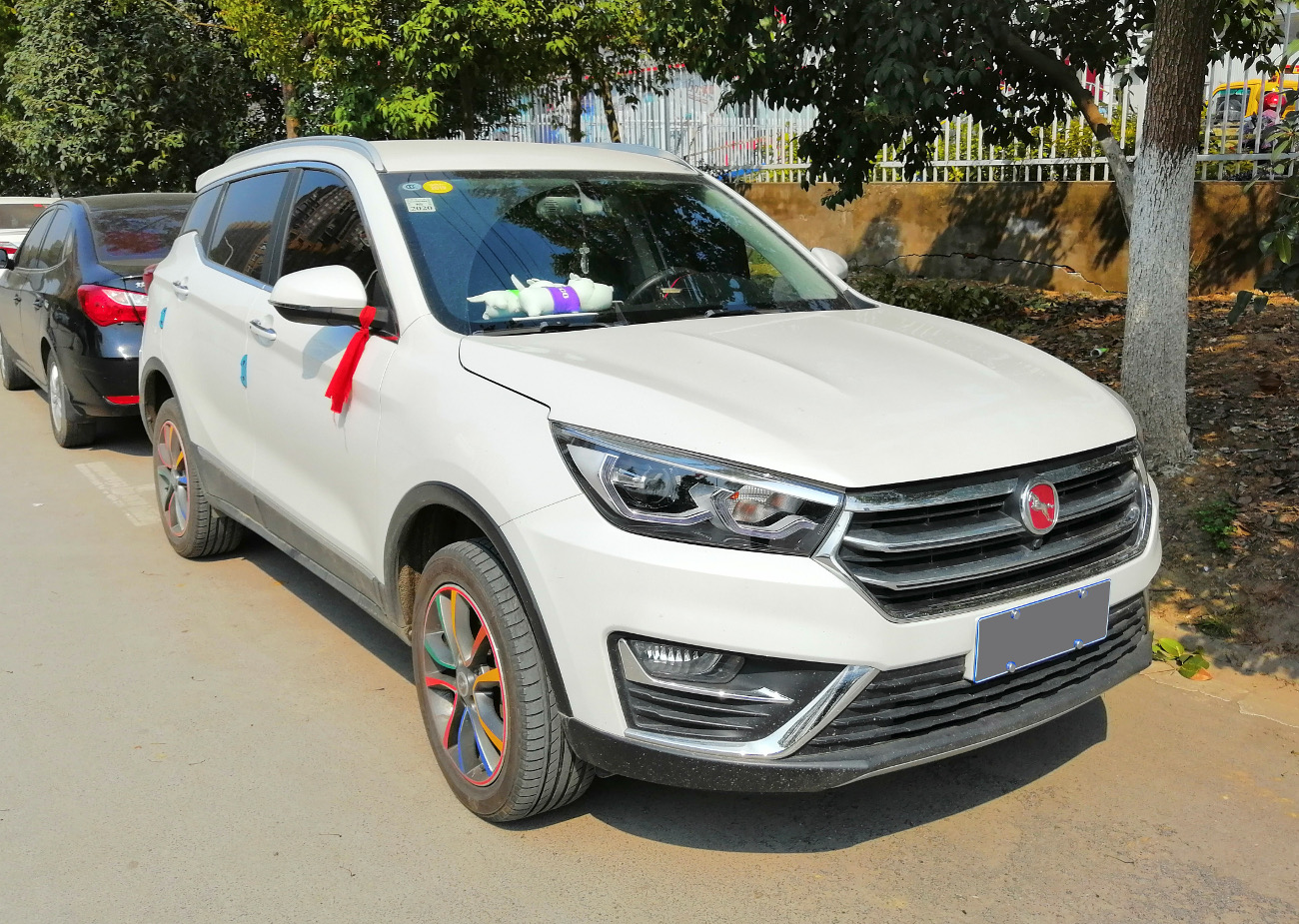
Hanteng X5
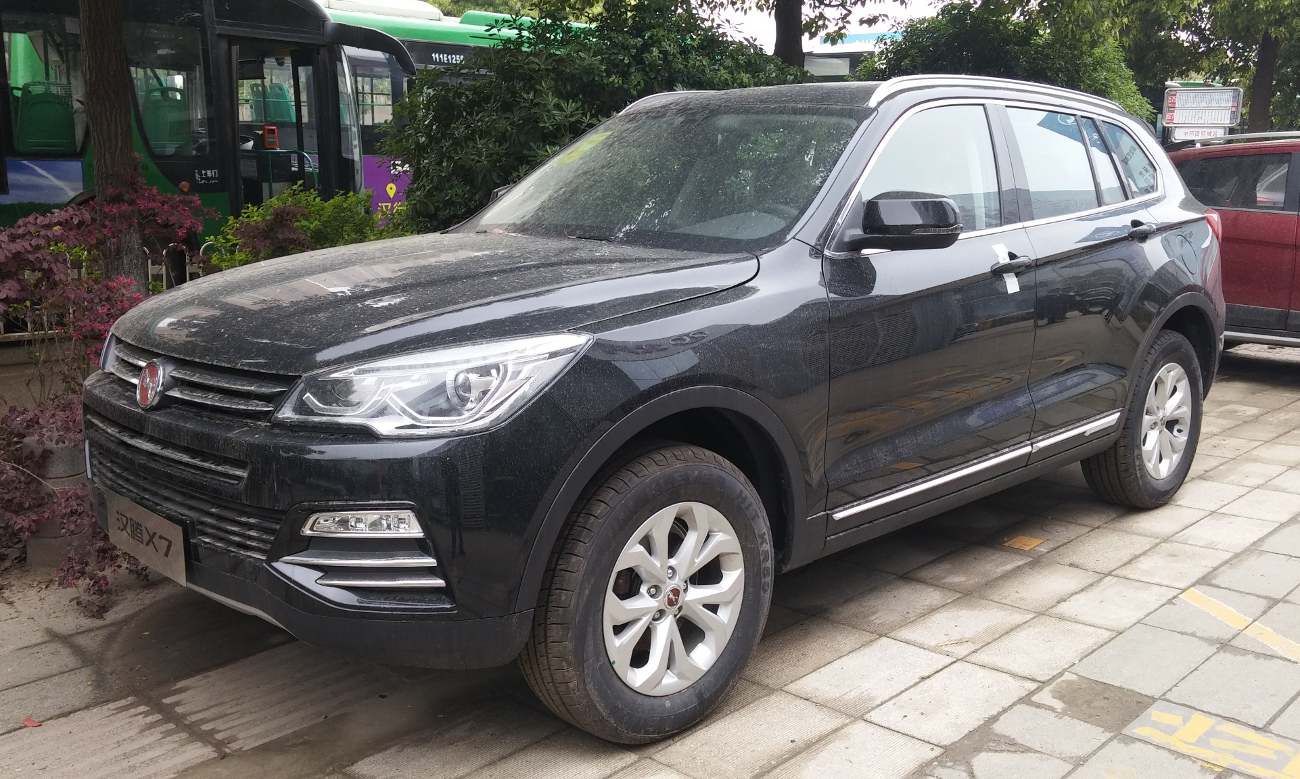
Hanteng X7
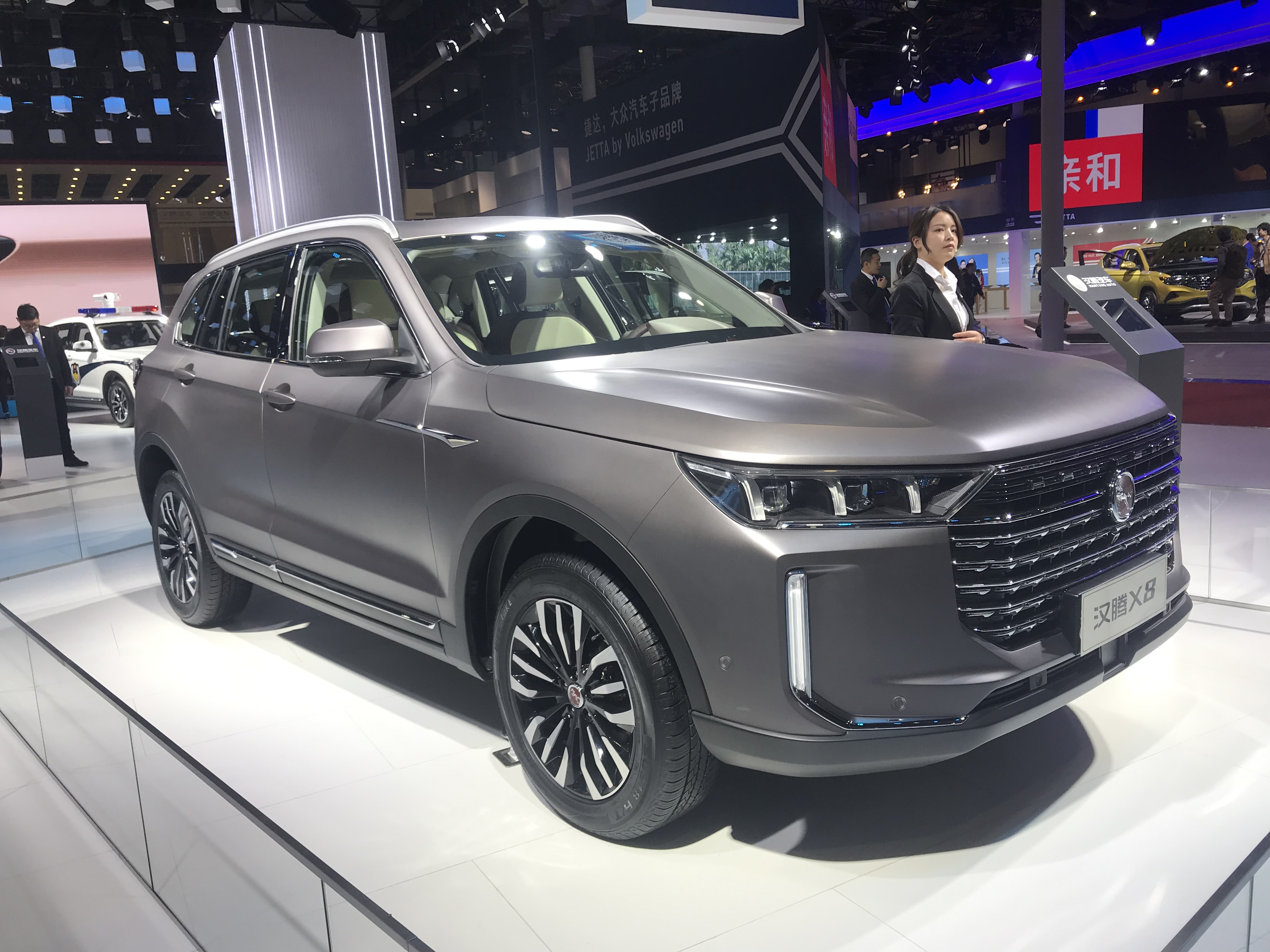
Hanteng X8
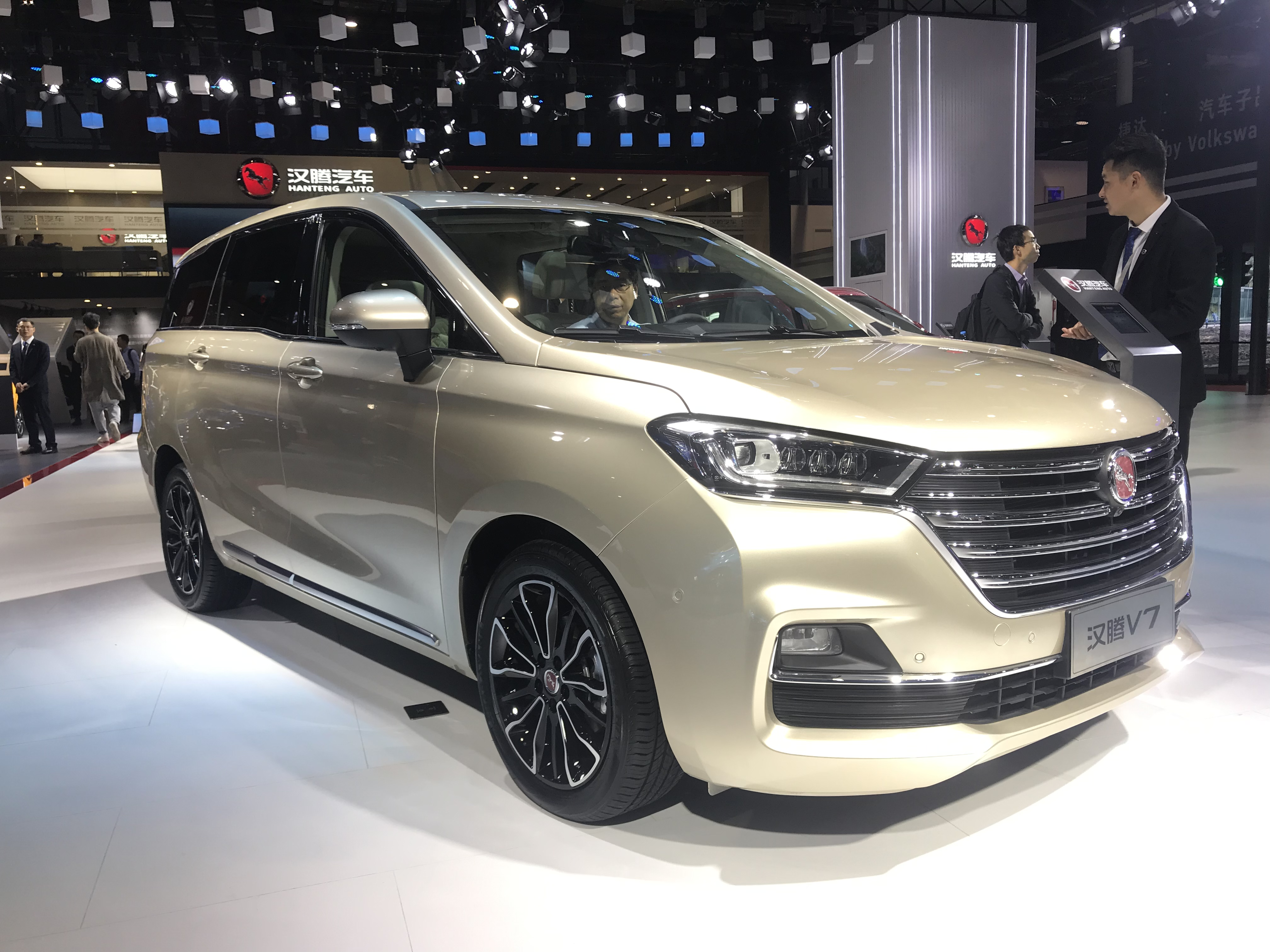
Hanteng V7
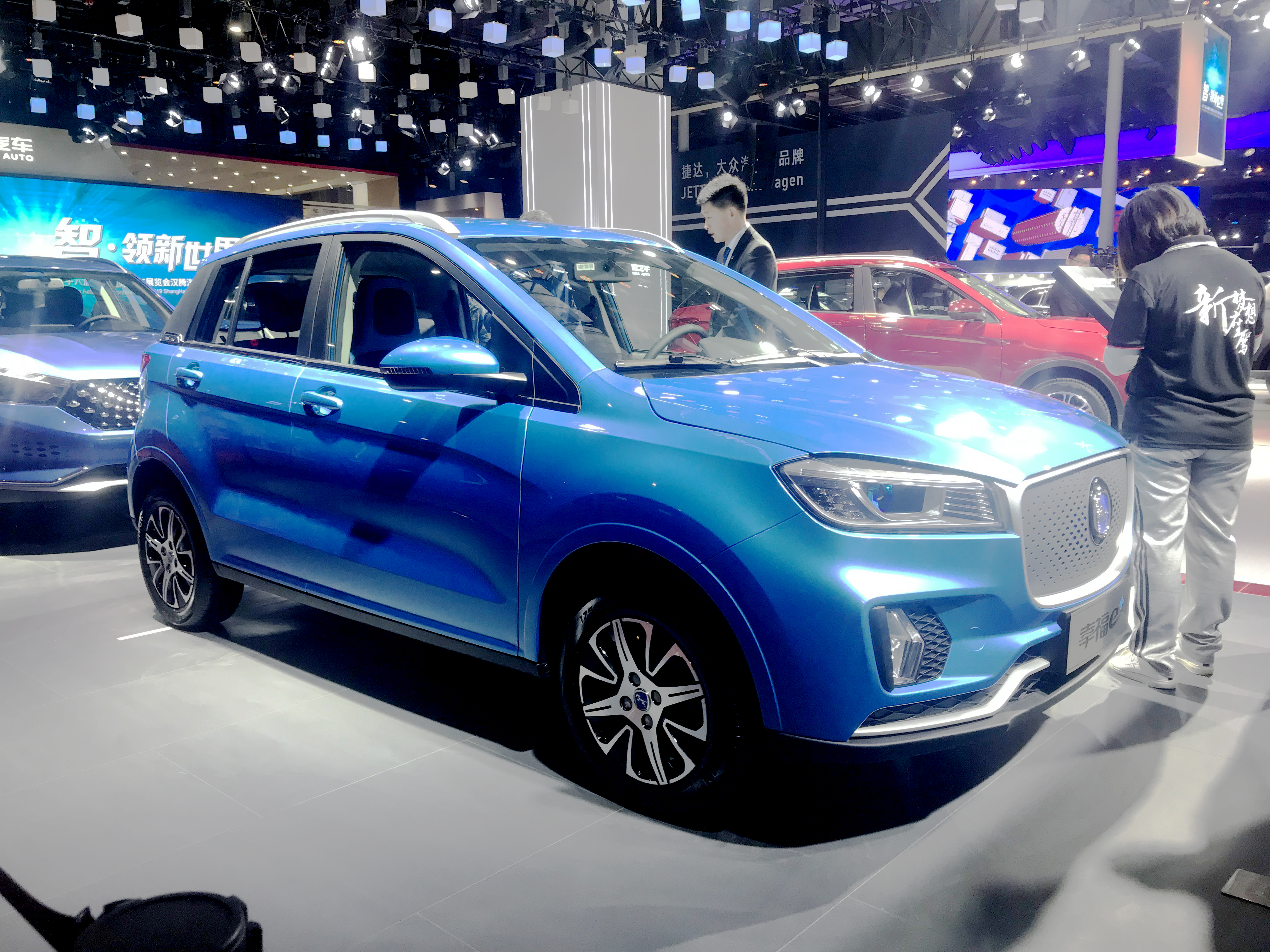
Hanteng Xingfu e